# Northern 500 1958
Northern 500 1958 var ett stockcarlopp ingående i  Nascar Grand National Series (nuvarande Nascar Cup Series) som kördes 30 maj 1958 på den 1 mile (1,6 km) långa ovalbanan Trenton Speedway i Trenton i New Jersey. Totalt avverkades 500 miles (804,672 km) fördelat på 500 varv. Banunderlaget var asfalt. Loppet vanns av Fireball Roberts i en Chevrolet på tiden 5:54.56 körande för Frank Strickland. Roberts snitthastighet uppgick till 84,522 mph. Han var vid målgång ensam förare på ledarvarvet, två varv före tvåan Junior Johnson. Prispotten uppgick till 22 250 dollar, varav 6 500 dollar gick till segraren.

## Resultat
| Plc     | Nr  | Förare           | Team/ bilägare           | Konstruktör | Start | Varv | Ledda varv |
| ------- | --- | ---------------- | ------------------------ | ----------- | ----- | ---- | ---------- |
| 1       | 22  | Fireball Roberts | Frank Strickland         | Chevrolet   | 17    | 500  | 380        |
| 2       | 11  | Junior Johnson   | Paul Spaulding           | Ford        | 3     | 498  | 20         |
| 3       | 42  | Lee Petty        | Petty Enterprises        | Oldsmobile  | 15    | 492  | 0          |
| 4       | 7   | Jim Reed         | Jim Reed                 | Ford        | 9     | 489  | 0          |
| 5       | 45  | Eddie Pagan      | Eddie Pagan              | Ford        | 14    | 488  | 0          |
| 6       | 87  | Buck Baker       | Buck Baker Racing        | Chevrolet   | 19    | 488  | 0          |
| 7       | 99  | Shorty Rollins   | Shorty Rollins           | Ford        | 8     | 478  | 0          |
| 8       | 12  | Joe Weatherly    | Holman Moody             | Ford        | 20    | 477  | 0          |
| 9       | 46  | Speedy Thompson  | Speedy Thompson          | Chevrolet   | 2     | 475  | 41         |
| 10      | 198 | Jimmy Massey     | John Whitford            | Ford        | 7     | 458  | 0          |
| 11      | 30  | Herbert Estes    | Tootle Estes             | Ford        | 30    | 457  | 0          |
| 12      | 26  | Curtis Turner    | Holman Moody             | Ford        | 18    | 455  | 0          |
| 13      | 8   | Elmo Langley     | Langley-Woodfield Racing | Chevrolet   | 32    | 454  | 0          |
| 14      | 4   | Johnny Mackison  | Johnny Mackison          | Ford        | 26    | 452  | 0          |
| 15      | 888 | Chuck Hansen     | Chuck Hansen             | Chevrolet   | 31    | 451  | 0          |
| 16      | 9   | Buzz Woodward    | Buzz Woodward            | Chevrolet   | 33    | 450  | 0          |
| 17      | 50  | Mario Rossi      | Mario Rossi              | Chevrolet   | 11    | 449  | 0          |
| 18      | 13  | Peck Peckham     | William Meyer            | Chevrolet   | 29    | 391  | 0          |
| 19      | 66  | Jerry Draper     | i.u.                     | Plymouth    | 13    | 371  | 0          |
| 20      | 41  | Pete Frazee      | i.u.                     | Ford        | 10    | 346  | 0          |
| 21      | 33  | Al White         | Al White                 | Ford        | 28    | 317  | 0          |
| 22      | 72  | John Dodd Sr.    | John Dodd Sr.            | Ford        | 21    | 290  | 0          |
| 23      | 98  | Marvin Panch     | John Whitford            | Ford        | 1     | 254  | 59         |
| 24      | 90  | Emanuel Zervakis | Donlavey Racing          | Chevrolet   | 4     | 220  | 0          |
| 25      | 60  | Jim Rhoades      | i.u.                     | Chevrolet   | 25    | 208  | 0          |
| 26      | 3   | Cotton Owens     | Jim Stephens             | Pontiac     | 16    | 196  | 0          |
| 27      | 88  | Jim Linke        | Petty Enterprises        | Oldsmobile  | 12    | 195  | 0          |
| 28      | 74  | L.D. Austin      | L.D. Austin              | Chevrolet   | 24    | 141  | 0          |
| 29      | 5   | Mel Larson       | Larson Racing            | Mercury     | 5     | 138  | 0          |
| 30      | 27  | [Charlie Cregar  | Charlie Cregar           | Ford        | 6     | 127  | 0          |
| 31      | 28  | Reds Kagle       | i.u.                     | Ford        | 23    | 93   | 0          |
| 32      | 93  | Jack Russel      | i.u.                     | Chevrolet   | 34    | 74   | 0          |
| 33      | 47  | Jack Smith       | Jack Smith               | Chevrolet   | 22    | 63   | 0          |
| 34      | 78  | Frank Lies       | i.u.                     | Ford        | 27    | 33   | 0          |
| Källor: |     |                  |                          |             |       |      |            |